# Persone di nome Claudio/Calciatori
| Questa pagina contiene informazioni ricavate automaticamente dalle voci biografiche con l'ausilio del template Bio e di un bot. L'aggiornamento è periodico e automatico e ricostruisce completamente la pagina. Se manca una persona in questa lista, sei pregato di non aggiungerla, ma accertati piuttosto che la sua voce biografica contenga il template Bio e che i dati anagrafici siano correttamente compilati. Se il template Bio manca, inseriscilo tu stesso o, in alternativa, metti l'avviso {{tmp\|Bio}} che ne segnala la mancanza. Se i dati riportati sono sbagliati, correggi direttamente la voce biografica; le modifiche saranno visibili in questa lista entro pochi giorni. Per chiarimenti vedi il progetto antroponimi. La lista contiene solo le 105 persone che sono citate nell'enciclopedia e per le quali è stato implementato correttamente il template Bio. Pagina aggiornata al 6 ago 2025. |

Questa è una lista di persone presenti nell'enciclopedia che hanno il nome Claudio e sono calciatori.

## A(7)
- Claudio Acosta, calciatore argentino (El Quebrachal, n. 1988)
- Claudio Alabor, ex calciatore liechtensteinese (Vaduz, n. 1985)
- Claudio Albizuris, ex calciatore guatemalteco (Città del Guatemala, n. 1981)
- Claudio Ambu, ex calciatore italiano (Milano, n. 1958)
- Claudio Aquino, calciatore argentino (Adrogué, n. 1991)
- Claudio Azzali, ex calciatore e allenatore di calcio italiano (Parma, n. 1937)
- Claudio Azzali, ex calciatore italiano (Motta Baluffi, n. 1956)

## B(9)
- Claudio Baeza, calciatore cileno (Los Ángeles, n. 1993)
- Claudio Bandoni, ex calciatore italiano (Ponte a Moriano, n. 1939)
- Claudio Beauvue, calciatore francese (Saint-Claude, n. 1988)
- Claudio Berlanda, ex calciatore italiano (Cavedine, n. 1954)
- Claudio Bieler, calciatore argentino (Vera, n. 1984)
- Claudio Bincaz, calciatore, rugbista a 15 e velista argentino (San Isidro, n. 1897 - Buenos Aires, † 1980)
- Claudio Bizzarri, calciatore italiano (Civitanova Marche, n. 1933 - Porto Sant'Elpidio, † 2016)
- Claudio Nicolás Bravo, calciatore argentino (Lomas de Zamora, n. 1997)
- Claudio Bravo, ex calciatore cileno (Viluco, n. 1983)

## C(10)
- Claudio Cabrera, ex calciatore argentino (Buenos Aires, n. 1963)
- Claudio Caniggia, ex calciatore argentino (Henderson, n. 1967)
- Claudio Canti, ex calciatore sammarinese (San Marino, n. 1969)
- Claudio Canzian, ex calciatore italiano (Zoppola, n. 1964)
- Claudio Casanova, calciatore italiano (Cornigliano Ligure, n. 1895 - Genova, † 1916)
- Federico Castellanos, calciatore uruguaiano (Maldonado, n. 1992)
- Claudio Ciccia, ex calciatore uruguaiano (Montevideo, n. 1972)
- Claudio Ciceri, ex calciatore italiano (Milano, n. 1951)
- Claudio Coelho Salvático, calciatore brasiliano (Nova Veneza, n. 2000)
- Claudio Coralli, calciatore italiano (Borgo San Lorenzo, n. 1983)

## D(8)
- Claudio D'Onofrio, ex calciatore italiano (Visciano, n. 1971)
- Claudio Dadomo, ex calciatore uruguaiano (Montevideo, n. 1982)
- Claudio Darni, calciatore italiano (Montechiarugolo, n. 1934 - Parma, † 2014)
- Claudio De Sousa, ex calciatore italiano (Roma, n. 1985)
- Claudio De Tommasi, ex calciatore italiano (Bari, n. 1957)
- Claudio Desolati, ex calciatore italiano (Genk, n. 1955)
- Claudio Di Prete, ex calciatore italiano (Pisa, n. 1953)
- Biagio Dreossi, calciatore italiano (Ronchi dei Legionari, n. 1931 - Ronchi dei Legionari, † 2004)

## E(2)
- Claudio Echeverri, calciatore argentino (Resistencia, n. 2006)
- Claudio Eusepi, ex calciatore italiano (Villalba, n. 1956)

## F(3)
- Claudio Falcão, calciatore brasiliano (Aquidauana, n. 1994)
- Claudio Finetti, ex calciatore italiano (Milano, n. 1972)
- Claudio Flores, ex calciatore uruguaiano (Colonia, n. 1976)

## G(11)
- Claudio Galassi, calciatore e allenatore di calcio italiano (Rimini, n. 1941 - Rimini, † 2014)
- Claudio Gambini, ex calciatore italiano (San Giovanni in Persiceto, n. 1952)
- Claudio Garella, calciatore, allenatore di calcio e dirigente sportivo italiano (Torino, n. 1955 - Torino, † 2022)
- Claudio Gentile, ex calciatore, allenatore di calcio e dirigente sportivo italiano (Tripoli, n. 1953)
- Claudio Gomes, calciatore francese (Argenteuil, n. 2000)
- Claudio Daniel González, ex calciatore argentino (Posadas, n. 1976)
- Claudio González Landeros, calciatore cileno (Curicó, n. 1990)
- Claudio Govoni, ex calciatore italiano (Ferrara, n. 1938)
- Claudio Grimaudo, ex calciatore italiano (Palermo, n. 1966)
- Claudio Rubén Guerra, ex calciatore argentino (Capitán Bermúdez, n. 1983)
- Claudio Guglielmoni, ex calciatore italiano (Verona, n. 1940)

## H(2)
- Claudio Herrera, ex calciatore uruguaiano (Montevideo, n. 1988)
- Claudio Husaín, ex calciatore argentino (San Justo, n. 1974)

## J(2)
- Claudio Jara, ex calciatore costaricano (Heredia, n. 1959)
- Claudio Jopia, calciatore cileno (La Serena, n. 1991)

## K(2)
- Claudio Kammerknecht, calciatore singalese (Emmedingen, n. 1999)
- Matías Kranevitter, calciatore argentino (San Miguel de Tucumán, n. 1993)

## L(1)
- Claudio Lombardo, ex calciatore italiano (Voghera, n. 1963)

## M(11)
- Claudio Macciò, ex calciatore italiano (Masone, n. 1949)
- Claudio Maldonado, ex calciatore cileno (Curicó, n. 1980)
- Claudio Mantovani, ex calciatore italiano (Mantova, n. 1943)
- Claudio Marangoni, ex calciatore argentino (Rosario, n. 1954)
- Claudio Marchisio, ex calciatore italiano (Torino, n. 1986)
- Claudio Matteini, calciatore italiano (Roma, n. 1923 - Roma, † 2003)
- Claudio Merlo, ex calciatore e allenatore di calcio italiano (Roma, n. 1946)
- Matías Mirabaje, ex calciatore uruguaiano (Montevideo, n. 1989)
- Claudio Montepagani, ex calciatore italiano (Sarzana, n. 1946)
- Claudio Morra, calciatore italiano (Savigliano, n. 1995)
- Claudio Mosca, calciatore argentino (Bernal, n. 1991)

## N(1)
- Claudio Núñez, ex calciatore cileno (Valparaíso, n. 1975)

## O(2)
- Claudio Olinto de Carvalho, calciatore e allenatore di calcio brasiliano (Santos, n. 1942 - Capoterra, † 2016)
- Claudio Onofri, ex calciatore, allenatore di calcio e opinionista italiano (Roma, n. 1952)

## P(8)
- Claudio Paris, ex calciatore argentino (Mar del Plata, n. 1973)
- Claudio Pellegrini, ex calciatore italiano (Roma, n. 1955)
- Claudio Piccinetti, ex calciatore italiano (Ponsacco, n. 1952)
- Claudio Pizarro, ex calciatore peruviano (Callao, n. 1978)
- Claudio Pombo, calciatore argentino (Gualeguaychú, n. 1994)
- Claudio Pressich, ex calciatore italiano (Pola, n. 1941)
- Claudio Pribaz, ex calciatore italiano (Trieste, n. 1941)
- Claudio Pérez, ex calciatore argentino (José Clemente Paz, n. 1985)

## R(6)
- Claudio Ramiadamanana, ex calciatore malgascio (Antananarivo, n. 1988)
- Matías Ramírez, calciatore argentino (Pontevedra, n. 1999)
- Claudio Riaño, ex calciatore argentino (Córdoba, n. 1988)
- Claudio Ricciarelli, ex calciatore italiano (Carrara, n. 1955)
- Claudio Rimbaldo, calciatore italiano (Pola, n. 1932 - Firenze, † 2022)
- Claudio Rojas, ex calciatore e ex giocatore di calcio a 5 guatemalteco (Città del Guatemala, n. 1973)

## S(4)
- Claudio Servetti, calciatore uruguaiano (Montevideo, n. 1994)
- Claudio Spinelli, calciatore argentino (General Pacheco, n. 1997)
- Claudio Suárez, ex calciatore messicano (Texcoco, n. 1968)
- Claudio Sulser, ex calciatore svizzero (Lugano, n. 1955)

## T(7)
- Claudio Tamburrini, ex calciatore argentino (Ciudadela, n. 1954)
- Claudio Tarocco, ex calciatore italiano (Roncoferraro, n. 1956)
- Claudio Tobia, calciatore e allenatore di calcio italiano (Pescara, n. 1943 - Marsciano, † 2024)
- Claudio Torrejón, calciatore peruviano (Lima, n. 1993)
- Claudio Trevisan, calciatore italiano (Cervignano del Friuli, n. 1947 - Casciana Terme, † 2022)
- Claudio Turchetto, ex calciatore italiano (Cordovado, n. 1944)
- Claudio Turella, ex calciatore italiano (Roncoferraro, n. 1951)

## V(7)
- Claudio Vacca, calciatore e allenatore di calcio argentino (n. 1915 - † 1995)
- Claudio Vargas Villalba, calciatore paraguaiano (Asunción, n. 1985)
- Claudio Vellani, calciatore italiano (Bomporto, n. 1944 - Carpi, † 2006)
- Claudio Venturi, ex calciatore italiano (Zocca, n. 1960)
- Claudio Vertova, ex calciatore italiano (Treviglio, n. 1959)
- Claudio Villagra, calciatore argentino (Despeñaderos, n. 1996)
- Claudio Vinazzani, ex calciatore, allenatore di calcio e dirigente sportivo italiano (Carrara, n. 1954)

## Y(1)
- Claudio Yacob, calciatore argentino (Carcarañá, n. 1987)

## Z(1)
- Claudio Zaro, calciatore italiano (Isola d'Istria, n. 1921 - Chicago, † 2001)